# رابین کوایسون
رابین کوایسون (انگلیسی: Robin Quaison؛ زادهٔ ۹ اکتبر ۱۹۹۳) بازیکن فوتبال اهل سوئد است.
از باشگاه‌هایی که در آن بازی کرده‌است می‌توان به باشگاه فوتبال پالرمو، باشگاه فوتبال اسکیلستونا، و باشگاه فوتبال ای‌آی‌کی اشاره کرد.
وی همچنین در تیم‌های ملی فوتبال زیر ۲۱ سال سوئد و سوئد بازی کرده‌است.